# Moriyama Einosuke
Moriyama Einosuke (森山 栄之助?; Nagasaki, 10 luglio 1820 – 4 maggio 1871) è stato un samurai al servizio dello shogunato Tokugawa e un interprete di olandese e inglese.
Grazie alle sue capacità rivestì un ruolo chiave nelle negoziazioni tra il bakufu e il commodoro statunitense Matthew Perry che portarono alla fine del periodo di sakoku e all'apertura del Giappone all'Occidente.

## Biografia

### Primi anni
Moriyama nacque a Nagasaki nel 1820 da una famiglia di interpreti di olandese, imparando a padroneggiare la lingua già in giovane età. Grazie alle sue capacità si guadagnò la stima di diversi mercanti olandesi, gli unici occidentali cui fosse consentito commerciare con il Giappone durante il sakoku.
Nel 1845, quando la baleniera statunitense Manhattan si avvicinò alla baia di Uraga per rimpatriare un gruppo di naufraghi giapponesi, Moriyama venne chiamato a fare loro da interprete. Nonostante avesse qualche rudimento di inglese grazie ai dizionari e alle brevi conversazioni con i marinai in grado di pronunciare qualche parola, il suo livello non era ancora sufficiente per le fasi di una negoziazione. Così durante le trattative egli dovette ricorrere per lo più al linguaggio del corpo, dato che nessuno della ciurma statunitense conosceva l'olandese.

### L'incontro con Ranald MacDonald
Questa esperienza fece crescere in lui la voglia di studiare la lingua inglese a dovere, cosa che ebbe l'opportunità di fare sotto gli insegnamenti di Ranald MacDonald, il quale era riuscito a raggiungere il Giappone nel 1848. Moriyama divenne uno dei pupilli di MacDonald, che nei suoi diari scrisse a proposito:
Nel 1849 Moriyama fece da intermediario nelle negoziazioni che permisero ad alcuni balenieri statunitensi di fare ritorno a bordo della Lagoda, ripetendosi in occasione dello sbarco della USS Preble, la quale riportò MacDonald in Canada.

### L'arrivo di Perry e l'apertura del Giappone
L'8 luglio 1853, al comando del commodoro Matthew Perry, quattro navi da guerra si avvicinarono alla baia di Edo per chiedere l'apertura dei porti e dare così inizio alle relazioni diplomatiche e commerciali tra Stati Uniti e Giappone. Moriyama fece da capo-interprete durante la seconda visita di Perry nel 1854. Su di lui l'interprete di cinese Samuel Wells Williams scrisse:
Durante le trattative, comunque, entrambe le parti concordano sull'utilizzo dell'olandese come lingua ufficiale, e così Moriyama ebbe modo di raffrontarsi soprattutto con A.C. Portman, l'interprete di olandese dell'equipaggio di Perry, facendo in ogni caso sfoggio del suo inglese in alcune chiacchierate informali con il resto della ciurma. Nel 1856 prese parte alle negoziazioni che portarono alla firma del trattato di amicizia e commercio nippo-americano, in collaborazione con Henry Heusken, l'interprete di olandese del console generale Townsend Harris. Fece altrettanto in occasione della firma del trattato di Shimoda con l'Impero russo.
Nel 1862 partì alla volta dell'Europa come membro dell'ambasciata capeggiata da Takenouchi Yasunori, il cui scopo era quello di negoziare con i paesi firmatari dei trattati Ansei il rinvio dell'apertura dei porti in Giappone.